# Bosideng Bridge
 Il Bosideng Bridge è un ponte autostradale sul fiume Yangtze nella contea di Hejiang, Sichuan, Cina. È il terzo ponte ad arco più lungo del mondo per la lunghezza della campata principale. Il ponte è parte dell'autostrada G93 Chengdu – Chongqing Ring Expressway .
Il ponte Bosideng è un ponte ad arco tubolare in acciaio rinforzato con cemento. È il ponte più lungo al mondo costruito con questo tipo di procedimento, superando anche il ponte Wushan Yangtze.